# Praagse school
De Praagse school of Praagse kring is een belangrijke groep taal- en letterkundigen uit Tsjecho-Slowakije. De leden van de Praagse school hebben in het interbellum methoden ontwikkeld voor structuralistische verhaalanalyse en een theorie over standaardtaal en taalcultivering. De Praagse school heeft bovendien de basis gelegd voor de fonologie als volwaardig onderdeel van de taalkunde.
De Praagse school heeft een belangrijke invloed gehad op de linguïstiek en de semiotiek. Na de Praagse Coup werd de kring in 1952 opgeheven, maar de Praagse school bleef een belangrijke stroming binnen de functionele taalkunde.
Fundamenteel voor de Praagse school waren het onderzoek van Ferdinand de Saussure en de theorieën van het Russisch formalisme. De Praagse linguïsten beschouwen taal als een systeem van formele elementen (fonemen, morfemen, woorden, frasen, zinnen, teksten) die samen communicatie creëren.
Tegenwoordig is de Praagse kring een filologische vereniging die ernaar streeft bij te dragen tot de kennis van de taal en de bijbehorende tekensystemen volgens functioneel-structurele principes. Het organiseert regelmatig bijeenkomsten met lezingen en debatten, publiceert professionele publicaties en organiseert internationale evenementen.

## Leden
- Petr Bogatyrev
- František Čermák
- Miroslav Červenka
- Bohuslav Havránek
- Tomáš Hoskovec
- Josef Hrabák
- Roman Jakobson
- Sergej Karcevskij
- Oldřich Leška
- Alena Macurová
- Vilém Mathesius
- Jan Mukařovský
- Karel Oliva
- Vladimír Skalička
- Bohumil Trnka
- Pavel Trost
- Nikolaj Troebetskoj
- Josef Vachek
- Jiří Veltruský
- Miloš Weingart
- René Wellek